# Torcida kup
Torcida kup, hrvatsko malonogometno natjecanje. Igra se po jednostrukom kup-sustavu. Pokrenula ga je nekolicina mladih entuzijasta 1995. godine. Nakana osnivača bila je se na igralištu RK Split u Vukovarskoj ulici organizira malonogometni kup pod sloganom Ovisimo o Hajduku, a ne o heroinu (dio akcije borbe protiv silnog širenja narkomanije među mladeži) Akciju su poduprli Grad Split, Splitsko-dalmatinska županija i HNK Hajduk Split. Uz angažman desetak članova KN Torcida, održao se je turnir na kojem je sudjelovalo 112 momčadi. Otad se turnir igra svake godine. Traje tijekom srpnja i kolovoza, a u godinama s većim brojem prijavljenih sastava početak natjecanja protegnuo se i ranije. Najbolji i najmasovniji ljetni turnir u Hrvatskoj po kvaliteti i broju prijavljenih sastava. Betonsko igralište u Vukovarskoj (ponegdje: Washingtonovoj) može primiti 5000 gledatelja. Turnir je u dvije kategorije, mladi i veteranska (za starije 35 godina). Česti sudionik veteranskog turnira je izabrana momčad Hajdukovih veterana. Kuriozitet je da je na jednom izdanju turnira u sklopu regularnog muškog turnira nastupila i jedna djevojčad.
Na turniru su u kategoriji mladih igrali hrvatski malonogometni reprezentativci Nikola Tomičić, Alen Delpont, Duje Bajrušović, Ivo Jukić i ostali. Također su igrali i hrvatski nogometni reprezentativci Ivan Perišić (nekoliko puta), Ante Rebić, Drmić i dr. U veteranima su kao dio momčadi Hajdukovih veterana ili kao igrači neke druge momčadi igrali Robert Jarni, Zlatko Vujović, Ivica Mornar i dr.

## Rezultati
| Godina | Br. momčadi | Pobjednik                     | Rez. | Drugoplasirani               |  |
| ------ | ----------- | ----------------------------- | ---- | ---------------------------- |  |
| 1995.  | 112         | Pletionica Ivković            | :    |                              |  |
| 1996.  | 90          | Škiljini Škiljići             | :    |                              |  |
| 1997.  | 80          | Pletionica Ivković            | :    |                              |  |
| 1998.  | 64          | Omero šport CB Albatros       | :    |                              |  |
| 1999.  | 94          | Diskonti Toni Dicmo           |      | :                            |  |
| 2000.  | 76          | LG Sinest                     | :    |                              |  |
| 2001.  | 89          | Omero CB Honey Bunny          | :    |                              |  |
| 2002.  | 57          | Omero CB Honey Bunny          | :    |                              |  |
| 2003.  | 71          | Fast food Popay               | :    |                              |  |
| 2004.  | 93          | CB Latino                     | :    |                              |  |
| 2005.  | 93          | Fast food Popay               | :    |                              |  |
| 2006.  | 112         | gUj Slivno                    | :    |                              |  |
| 2007.  | 128         | Torcida Trogir                | :    |                              |  |
| 2008.  | 100         | Oliviero Monti FS Free Style  | :    |                              |  |
| 2009.  | 129         | Skalice                       | :    |                              |  |
| 2010.  | 112         | Kidan Žile                    | :    |                              |  |
| 2011.  | 130         | Fast food Popay               | :    |                              |  |
| 2012.  | 138         | Fast food Medeni              | :    |                              |  |
| 2013.  | 144         | Torcida Ražine                | :    |                              |  |
| 2014.  | 154         | Torcida Mertojak              | :    |                              |  |
| 2015.  | 175         | Torcida Istok                 | :    |                              |  |
| 2016.  | 153         | FF Popay                      | :    |                              |  |
| 2017.  | 133         | Biberon Amarena               | :    |                              |  |
| 2018.  | 139         | Sv. Josip Dugi Rat Jako Sport | :    |                              |  |
| 2019.  | 131         | CB Sea Wolf                   | :    |                              |  |
| 2020.  |             |                               | :    |                              |  |
| 2021.  |             |                               | :    |                              |  |
| 2022.  | 101         | Hercegovac Visoko potkrovlje  | 5:1  | Torcida Otok                 |  |
| 2023.  | 159         | CB Sea Wolf                   | 2:1  | Volarević Promet             |  |
| 2024.  | 170         | Cestogradnja                  | 2:1  | Volarević Karliko Villa Bili |  |
| 2025.  |             |                               | :    |                              |  |

## Vanjske poveznice
- Službene stranice
- Službene stranice  Arhivirana inačica izvorne stranice od 17. svibnja 2021. (Wayback Machine) Osvajači naslova
- Facebook

43°30′44″N 16°26′48″E / 43.51235°N 16.44678°E